# Jesus Sablan
 (juin 2019).
Si vous disposez d'ouvrages ou d'articles de référence ou si vous connaissez des sites web de qualité traitant du thème abordé ici, merci de compléter l'article en donnant les références utiles à sa vérifiabilité et en les liant à la section « Notes et références ».
Jesus Sablan, né le 16 avril 1952, est le cinquième lieutenant-gouverneur des Îles Mariannes du Nord entre le 12 janvier 1998 et le 14 janvier 2000.

## Biographie
Sablan s'est présenté comme candidat républicain au poste de gouverneur aux élections de 2001 au poste de gouverneur. Cependant, il a été battu aux élections primaires républicaines par Juan Babauta , qui a remporté les élections générales en novembre 2001. Même si certains observateurs s'attendaient à ce que Sablan poursuive une campagne en faveur de Gouverneur en tant qu'indépendant ou écrivain. candidat, Sablan s’est finalement retiré de la course après la primaire républicaine.